# Aganope stuhlmannii
Aganope stuhlmannii là một loài thực vật có hoa trong họ Đậu. Loài này được (Taub.) Adema mô tả khoa học đầu tiên năm 2000.